# Канторович Лев Юхимович
Лев Юхимович Канторо́вич (справжнє ім'я по батькові — Хаїмович; 26 вересня 1922, Визна — дата смерті невідома) — український радянський графік; член Спілки радянських художників України з 1964 року.

## Біографія
Народився 26 вересня 1922 року в селі Визні (нині селище міського типу Красна Слобода Мінської області, Білорусь). Протягом 1944—1951 років навчався у Харківському художньому інституті у Йосипа Дайца, Олексія Кокеля. Дипломна робота — серія плакатів «Боротьба за мир» (керівники Адольф Страхов і Григорій Бондаренко).
Після здобуття фахової освіти працював у Харкові: на художньо-виробничому комбінаті при Укррадгоспі, в Українському відділенні Всесоюзної торговельної палати; одночасно у видавництві «Изоискусство и музлитература».

## Творчість
Працював у галузях мистецтва художнього оформлення, прикладної графіки та плаката. Серед робіт:
плакати
- «Мир переможе війну» (1951);
- «За пакт миру» (1951);
- «Нашу мирну політику схвалює…» (1967);
- «Ленін-вічно живий» (1969);
- «31 серпня — день шахтаря» (1969);
- «Народ і партія-єдині» (1970);
- «Ленінському комсомолу — слава!» (1970);
- «Народ і партія — єдині!» (1970);
- «Слався, Вітчизно!» (1975);
- «Свободу народу Чилі!» (1976);
- «Великий Жовтень нам шлях висвітлив» (1977);

театральні і кіноплакати
- «Знімається кіно» (1977);
- «Кияни» (1979);
- «Київський камерний хор» (1980);
- «Вокальний квартет „Явір“ (1981).

Виконав:
- пам'ятні медалі: «Всесоюзний з'їзд хірургів», «800 років Полтави», «Ми відстояли весну 1945—1975» (всі 1974), «Київ — столиця УРСР» (1977);
- серії нагрудних сувенірних значків: до 60-річчя Великого Жовтня (1977), «Олімпіада — 80» (1979), до 1500-річчя Києва (1981).

Оформив низку книг для київського видавництва «Дитвидав»:
- «День єгипетського хлопчика» Міліци Матьє (1957);
- збірка «Наш улюблений Ленін» (1958);
- «Брати місяця» Сергія Плачинди (1959).

Оформляв виставки, проспекти, етикетки, упаковки для промислових товарів, товарні знаки для підприємств України, зокрема для промислового комбінату «Станіслав» та інше.
Брав участь у республіканських виставках з 1951 року, всесоюзних — з 1963 року, зарубіжних — з 1959 року (Марсель — 1959, Загреб — 1961 та інші).